# Oenothera carinthiaca
Oenothera carinthiaca är en dunörtsväxtart som beskrevs av K. Rostanski. Oenothera carinthiaca ingår i släktet nattljussläktet, och familjen dunörtsväxter. Inga underarter finns listade i Catalogue of Life.